# 馬特·塔吉特 (足球運動員)
馬修·羅伯特·塔吉特（英語：Matthew Robert Targett；1995年9月18日—），是一名英格蘭職業足球員，現時效力英超球隊纽卡斯尔联。司職左翼或左閘。

## 球會生涯
塔吉特出生於英格蘭伊斯特利，8歲時加入南安普敦的青訓。2013年9月24日，於英格蘭聯賽盃第3圈對陣時，他被列入球隊的大軍名單，但沒有被派上場。2014年4月26日，於對陣的聯賽比賽中，他再次進入大軍名單，但同樣沒有上場。
2014年8月26日，他於對陣的聯賽盃賽事中首次為球隊上陣，並打滿全場，最終球隊以2比0勝出。他於同年9月23日對陣的聯賽盃賽事中，第二次為球隊上陣，並在客場以2比1擊敗對手。
2014年9月27日，塔吉特首次於英格蘭超級足球聯賽上陣，他在對陣的下半場補時階段入替，最終球隊以2比1勝出。同年12月28日，修咸頓在主場迎戰切爾西。由於當時球隊正選左閘為切爾西借將，不符合出場資格，塔吉特因此獲得正選上陣的機會，球隊最終以1比1迫和對手。季尾，他成為2014-15賽季修咸頓最佳年青球員。
2018年1月22日，塔吉特租借加盟了英冠联赛俱乐部富勒姆，代表球队征战赛季的剩余比赛。他在2月10日对阵博尔顿队的比赛中攻入了代表球队的首粒进球，帮助球队以1:1战平对手。5月26日，他在富勒姆对阵阿斯顿维拉的英冠联赛升级附加赛当中踢满90分钟，帮助球队1:0战胜对手，成功升入了下赛季的英超联赛。
在2019年4月27日代表南安普敦征战的倒数第二场比赛中，塔吉特在半场结束后替换下了奥里奥尔·罗梅乌，并攻入了代表俱乐部的唯一一粒进球，帮助球队主场以3-3战平伯恩茅斯。2019年7月1日，塔吉特与升入英超的阿斯顿维拉签约，签约金额并未披露。他在8月27日举行的联赛杯第二轮阿斯顿维拉6-1横扫克鲁亚历山大的比赛中完成了首秀，但他只踢了42分钟就因大腿后侧肌肉拉伤而被迫离场。
他在9月25日举行的联赛杯第三轮阿斯顿维拉3-1战胜布莱顿的比赛中伤愈复出，并在三天后维拉队主场2-2战平伯恩利的比赛中首次在英超首发登场比赛。在 10月19日球队在主场维拉公园球场对阵布莱顿队的比赛中，塔吉特在伤停补时第四分钟攻入一球，这也是他代表阿斯顿维拉的首粒进球，帮助球队2-1战胜对手。
2020-2021赛季结束后，塔吉特是除守门员之外唯一一位参加了所有38场英超比赛的首发球员，他的队友将其推选为球队的赛季最佳球员。2022年1月31日，塔吉特租借加盟了纽卡斯尔联，租借期限到2021-2022赛季结束为止。
2022年6月，塔吉特正式转会至纽卡斯尔联队，签约4年，转会费为1500萬英鎊。

## 國家隊生涯
塔吉特曾為蘇格蘭U19上陣2場賽事，其後於2013年9月入選英格蘭U19的大軍。2014年11月17日，他代表英格蘭U20對陣葡萄牙U20時攻入一球，但其後被對手以1比1迫和，他亦在互射十二碼階段為英格蘭U20射進一球。2015年3月27日，他首次為英格蘭U21上陣，對手為捷克U21，最終球隊作客以1比0小勝。
塔吉特為英格蘭U21贏得2016年土倫盃冠軍，事隔22年後再次贏得此獎盃。

## 生涯統計
截至2016年8月27日
| 球會     | 賽季        | 聯賽               | 聯賽 | 聯賽 | 足總盃 | 足總盃 | 聯賽盃 | 聯賽盃 | 歐洲賽事 | 歐洲賽事 | 總計 | 總計 |
| 球會     | 賽季        | 聯賽               | 出場 | 入球 | 出場   | 入球   | 出場   | 入球   | 出場     | 入球     | 出場 | 入球 |
| -------- | ----------- | ------------------ | ---- | ---- | ------ | ------ | ------ | ------ | -------- | -------- | ---- | ---- |
| 南安普敦 | 2014–15賽季 | 英格蘭超級足球聯賽 | 6    | 0    | 2      | 0      | 4      | 0      | —        | —        | 12   | 0    |
| 南安普敦 | 2015–16賽季 | 英格蘭超級足球聯賽 | 14   | 0    | 1      | 0      | 2      | 0      | 3        | 0        | 20   | 0    |
| 南安普敦 | 2016-17賽季 | 英格蘭超級足球聯賽 | 4    | 0    | 0      | 0      | 1      | 0      | 2        | 0        | 7    | 0    |
| 生涯總計 | 生涯總計    | 生涯總計           | 24   | 0    | 3      | 0      | 7      | 0      | 5        | 0        | 39   | 0    |

## 榮譽

### 球會
修咸頓
- U21英超盃：2014-15賽季[20]

 富勒姆
- 英冠附加賽冠軍：2018年

紐卡素足球會
- 英格兰联赛盃冠军：2024–25[21]

### 國家隊
英格蘭 U21
- 土倫杯國際足球邀請賽：2016年

## 外部連結
- 馬特·塔吉特於修咸頓的資料
- 足球数据库：馬特·塔吉特的球员统计数据
- 馬特·塔吉特於英格蘭足球總會的資料